# Wiloo
Wiloo, de son vrai nom William Priddy, est un vidéaste web spécialisé dans le football. Originaire de Lyon puis étudiant à Paris, il vit à Amsterdam, aux Pays-Bas.

## Biographie
Wiloo, de son vrai nom, William, lance sa chaîne YouTube en septembre 2017,,, d'abord centrée sur la série de jeux vidéo FIFA, puis en proposant des analyses de football — un domaine dont il est à l'époque le précurseur francophone. Il déménage à Paris pour étudier à Sciences Po, où il obtient un master, et termine une alternance chez Ubisoft en 2017,.
Originaire de Lyon, il supporte l'Olympique lyonnais,.
Il commente parfois des matchs, notamment pour France Télévisions ou encore pour RMC Sport en février 2023, avec Domingo et AmineMaTue, à l'occasion du match aller des barrages de la Ligue Europa entre Barcelone et Manchester United : c'est la première collaboration importante entre une chaîne de télévision et des créateurs de contenu Twitch,. Il apparaît également sur la chaîne belge Les News 24 avec l'émission Super Sunday.
En septembre 2020, il cumule 370 000 abonnés sur sa chaîne, 429 000 en décembre 2021 puis un demi-million en décembre de l'année suivante, au moment de la Coupe du Monde 2022. Il passe le cap du million d'abonnés en juillet 2024, notamment grâce à une forte activité à l'occasion de l'Euro 2024.